# William Hauptman
William Hauptman (Wichita Falls, 26 novembre 1942) è un librettista e drammaturgo statunitense.

## Biografia
Dopo gli studi all'Università del Texas e Yale, William Hauptman cominciò a scrivere opere teatrali nell'Off-Broadway, portando sulle scene i drammi Shearwater (1974), Heat (1974) e Comanche Cafe (1976), che gli valse l'Obie Award.
Nel 1985 scrisse il libretto del musical Big River, un adattamento teatrale e musicale del romanzo di Mark Twain Le avventure di Huckleberry Finn; lo show fu un successo e Hauptman vinse il Tony Award al miglior libretto di un musical.
Hauptman è sposato con Marjorie Erdreich e vive a Brooklyn. La coppia ha avuto due figli, Sarah e Max Hauptman.